# Samostan sv. Jeronima u Ugljanu
Franjevački samostan Sv. Jeronima u Ugljanu na istoimenom otoku, 15. stoljeće.
Samostan se nalazi na rtu koji sa sjeverne strane zatvara luku Ugljan i na samoj pješčanoj plaži Mostir. Samostan je kao obiteljsku zadužbinu 1430. godine utemeljio Šimun Benja, djed modruškoga biskupa Šimuna Kožičića Benje, osnivača glagoljske tiskare u Rijeci (1460. – 1536.). U samostanskom klaustru nalazi se njegova bogato ukrašena nadgrobna ploča. Crkva Sv. Jeronima posvećena je dana 21. svibnja 1447. godine. Graditelj je Juraj Lukači-Zavaliska. 
Samostan i crkva posvećeni su Sv. Jeronimu, zaštitniku Dalmacije i legendarnom "izumitelju" glagoljice. Papa Martin V. dopustio je Maloj braći da se nastane u ovom mjestu o čemu svjedoči njegovo pismo upućeno opatu samostana Sv. Krševana.
Darežljivost obitelji Benja potaknula je i druge dobrotvore među kojima se spominje i ovo: "Godine 1453. plemenita gospoja Katarina, žena plemenitog čovjeka Doima de Cedolina, plemića zadarskog odredi da njezino tijelo bude pokopano u ovoj crkvi Sv. Jeronima u Ugljanu." Odredila je također da se za pokoj njezine duše i duša njezinih bližnjih, poslije njezine smrti, prihod od njezine kuće u prvoj godini ima dodijeliti povjerenicima za popravak samostana.
Obitelj Benja posebno se istaknula skrbi za samostan i crkvu. Tako je i Šimun Benja Kožičić, modruški biskup dao obnoviti gradnju, znatno je povećao, a crkvu je opremio potrebnim namještajem o čemu svjedoči zapis iz 1531. godine. Biskup Šimun se istaknuo na Lateranskom koncilu svojim govorom koji je u cijelosti sačuvan i svjedoči o njegovoj učenosti i umnosti. 
Biskupova je nadgrobna ploča najbogatije ukrašena i smještena je u sredini. Uz natpis prikazuje i biskupov grb, uokviren akantusovim lišćem, panteru, te orlove i harpije. Grb je uokviren hrastovim granama pri vrhu povezanih vrpcom. Stablo hrasta diže se iz "mrtve prirode" koju čine mnoge knjige, svijećnjak na kojem se svijeća upravo ugasila, prevrnuta vaza s cvijećem, kosa (oruđe) i klapsidra kao znakovi prolaznosti. Oko debla savija se vrpca s natpisom LAVTE PASSETQVE (Što živi i prolazi tj. Sve je prolazno). 
Ploča s lijeve strane ističe se jednostavnošću i originalnošću, a prikazuje dva lika: panteru – heraldički znak obitelji Benja, te volovsku kožu što upućuje na drugo ime te obitelji – Kožičić. Naručitelj ploče očito je bio potaknut hrvatskim nazivom pa je ime Kožičić doveo u vezu s koža, a ne s imenom više predaka Koža (Cosa, Coxa), imenom izvedenim iz latinskoga imena Cosmas koje se susreće u više zadarskih srednjovjekovnih dokumenata. Sličan motiv prikazan je i na desnoj ploči koja, kao ni ona lijeva, nema nikakvog natpisa. 
U 16. stoljeću sagrađen je klaustar čiji krov pridržava stupovlje dopremljeno s različitih građevina o čemu svjedoči njihova raznolikost posebice istaknuta u romaničkim kapitelima, glavama stupovlja. Među njima ima i vrlo vrijednih, poput kapitela stupa u jugozapadnom dijelu klaustra ukrašenog anđelima te kapitel u jugoistočnom dijelu klaustra s lišćem i ljudskim glavicama. Oba su iz 14. stoljeća. Od ostalih zanimljiv je onaj s ribicama. 
Crkva iz 1447. je jednobrodna, s oštrim gotičkim svodom. Jedna je od najljepših i najvećih na zadarskim otocima. Budući da se nalazi u neposrednoj blizini mora sa sjeverne strane nema prozora, a tri se prozora s gotičkim lukom nalaze s južne strane. Glavni portal ima jednostavan okvir i udubljenu gotičku lunetu. Sačuvan je dokument u kojem se kaže da obrada vanjskih ploha zidova od klesanoga kamena pri gradnji crkve u Salima na Dugom otoku mora biti jednaka onoj crkve sv. Jeronima na Ugljanu. 
Među slikama koje se čuvaju u samostanu i crkvi ističe se slika na glavnom oltaru koja prikazuje zaštitnika Sv. Jeronima, a u lijevom gornjem kutu je i slika Marijina navještenja. Obje su iz 18. stoljeća. Zanimljiva je i slika na pobočnom oltaru koja prikazuje Presveto Trojstvo i darovatelja slike u odjeći iz 17. stoljeća. Vrijedna je i vrlo dobro očuvana Posljednja večera iz 17. stoljeća koja se čuva u samostanskoj blagovaonici (refektorij) u kojoj su sačuvani stolovi (menze) na kamenim stupovima. 